# Mikey Madison
Mikey Madison, pseudonimo di Mikaela Madison Rosberg (Los Angeles, 25 marzo 1999), è un'attrice statunitense.
Ha iniziato la sua carriera recitando in cortometraggi, ottenendo il riconoscimento per il suo ruolo nella serie televisiva Better Things (2016-2022), oltre che nei film C'era una volta a... Hollywood (2019) e Scream (2022). Madison ha ricevuto il plauso della critica per la sua interpretazione nel film Anora di Sean Baker (2024), per il quale ha vinto l'Oscar alla miglior attrice e il BAFTA alla migliore attrice protagonista, ricevendo candidature al Critics Choice Award, allo Screen Actors Guild Award e al Golden Globe.

## Biografia
Mikaela Madison Rosberg è nata a Los Angeles, figlia di due psicologi di origine ebraica, e ha un fratello gemello, oltre a un altro fratello e due sorelle. Inizialmente la famiglia viveva a Santa Clara in California, per poi trasferirsi nel quartiere di Woodland Hills a Los Angeles. Appassionata di equitazione, ha smesso con le competizioni a cavallo per provare a recitare dopo che una delle due sorelle ha sposato uno sceneggiatore. Nel 2014, a 15 anni, ha recitato nel suo primo lungometraggio, Liza, Liza, Skies are Grey, uscito nel 2017. Nel 2016 ha iniziato a recitare nel ruolo di Max Fox nella serie comica Better Things, interpretato fino al 2022. Nel 2019 ha interpretato Susan Atkins, seguace della famiglia Manson, in C'era una volta a... Hollywood del regista Quentin Tarantino.
Nel 2022 ha vestito i panni di Amber Freeman, uno dei personaggi di Scream, quinto capitolo della serie cinematografica di Scream presentato come requel, diretta da Matt Bettinelli-Olpin e Tyler Gillett. La sua interpretazione è stata apprezzata dalla critica, che l'ha definita come uno dei punti forti della pellicola. Nell'estate 2024 prende parte con un ruolo di supporto nella miniserie televisiva di Apple TV+ La donna del lago.
Per i suoi lavori in C'era una volta a... Hollywood e Scream, il regista Sean Baker le ha confezionato il ruolo della protagonista, una stripper newyorkese di origini russe, nel film del 2024 Anora, per cui le è stato richiesto di imparare la lingua russa e di registrare le scene di lotta senza ricorrere all'impiego di una controfigura. Acclamata dalla critica, la pellicola è risultata vincitrice della Palma d'oro alla 77ª edizione del Festival di Cannes, mentre Madison ha ricevuto il titolo di miglior performance rivelazione nell'ambito della cerimonia di premiazione 2024 indetta dalla National Board of Review ed è stata candidata ai principali premi del circuito cinematografico 2025, aggiudicandosi il BAFTA alla migliore attrice protagonista e l'Oscar alla miglior attrice. A venticinque anni di età, la vittoria di quest'ultimo premio le permette di diventare la nona più giovane interprete e la seconda nata negli anni novanta, dopo Jennifer Lawrence che prevalse nel 2013 all'età di 22 anni, oltre che la diciottesima per ordine di età contando sia gli uomini che le donne in tutte e quattro le categorie recitative.

## Filmografia

### Attrice

#### Cinema
- Liza, Liza, Skies are Grey, regia di Terry Sanders (2017)
- Nostalgia, regia di Mark Pellington (2018)
- Monster, regia di Anthony Mandler (2018)
- C'era una volta a... Hollywood (Once Upon a Time in... Hollywood), regia di Quentin Tarantino (2019)
- Scream, regia di Matt Bettinelli-Olpin e Tyler Gillett (2022)
- Anora, regia di Sean Baker (2024)

#### Televisione
- Better Things – serie TV, 42 episodi (2016-2022)
- Imposters – serie TV, 2 episodi (2017-2018)
- La donna del lago (Lady in the Lake) – miniserie TV, 7 episodi (2024)

### Doppiatrice
- La famiglia Addams (The Addams Family), regia di Greg Tiernan e Conrad Vernon (2019)

## Riconoscimenti
Premio Oscar
- 2025 – Migliore attrice protagonista per Anora

Golden Globe
- 2025 – Candidatura per la migliore attrice in un film commedia o musicale per Anora

Premi BAFTA
- 2025 – Miglior attrice protagonista per Anora
- 2025 – Candidatura per la miglior stella emergente

Screen Actors Guild Award
- 2025 – Candidatura per la migliore attrice cinematografica per Anora
- 2025 – Candidatura per il miglior cast cinematografico per Anora

Critics' Choice Awards
- 2025 – Candidatura per la migliore attrice per Anora
- 2025 – Candidatura per il miglior cast corale per Anora

Gotham Independent Film Awards
- 2024 – Candidatura per la miglior interpretazione protagonista per Anora[18]

Independent Spirit Awards
- 2025 – Miglior interpretazione protagonista per Anora

## Doppiatrici italiane
Nelle versioni in italiano delle opere in cui ha recitato, Mikey Madison è stata doppiata da:
- Chiara Sansone in C'era una volta a... Hollywood, La donna del lago
- Veronica Benassi in Scream
- Isabella Benassi in Better Things
- Lucrezia Marricchi in Anora